# NCSM Protecteur (AOR 509)
Pour les articles homonymes, voir Protecteur.
Le NCSM Protecteur est un navire ravitailleur de la classe Protecteur qui a servi dans la Marine royale canadienne de 1969 à 2015. 

## Historique

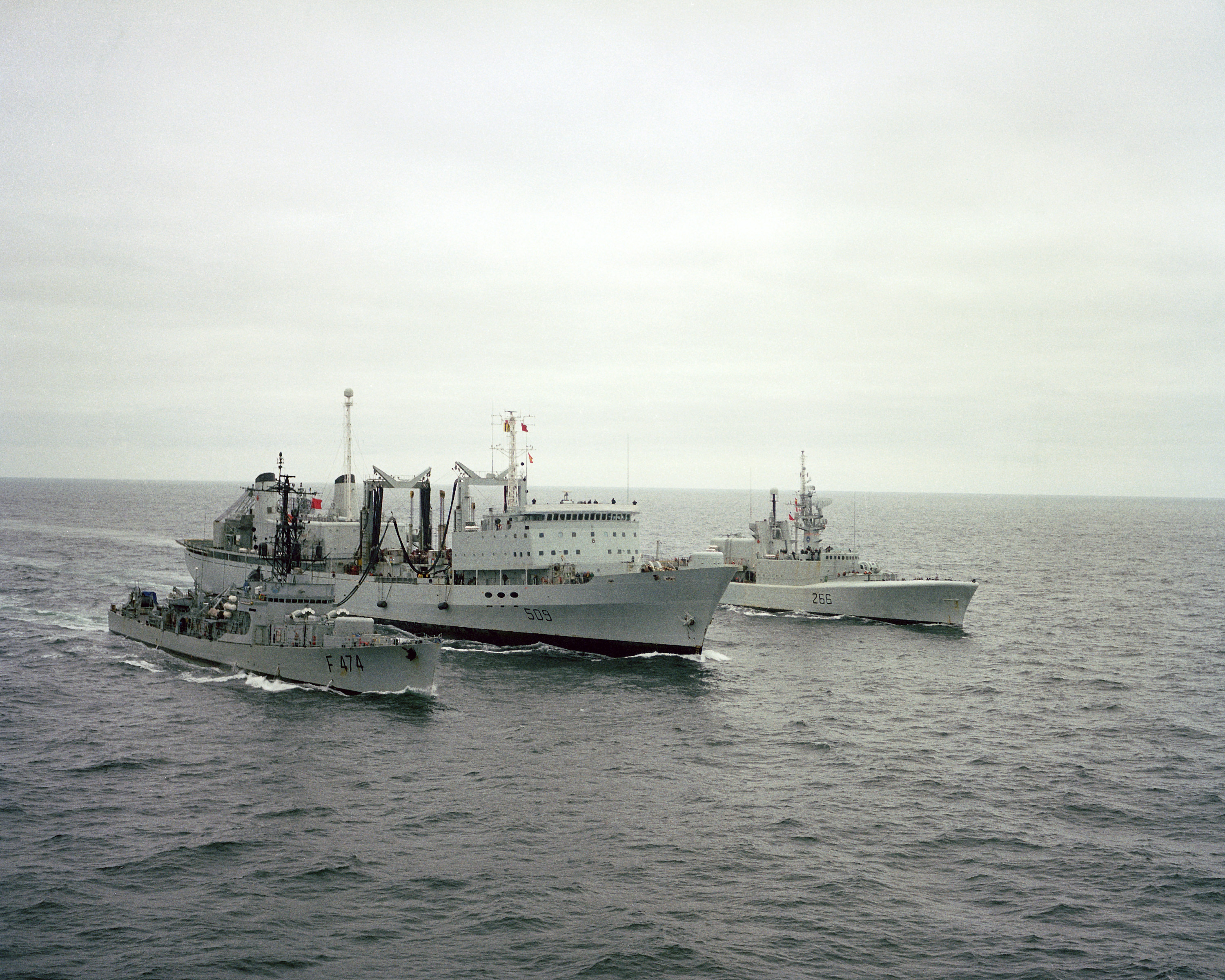
Le NCSM Protecteur ravitaillant les frégates canadienne NCSM Nipigon et portugaise Almirante Magalhaes Coreea en 1982.

Premier navire de la classe Protecteur à être mis en service en 1969, le Protecteur est déployé dans l'Océan Pacifique à partir de CFB Esquimalt en Colombie-Britannique. Sa devise est Soutiens avec Courage — Support with Courage.
Il participe à la guerre du Golfe en 1991, lors du rassemblement des forces de la coalition. Le 2 septembre 2005, le Protecteur est envoyé sur la côte américaine dévastée du golfe du Mexique dans une mission d'assistance après le passage de l'ouragan Katrina et ce malgré le fait qu'il soit en plein milieu d'un réarmement.
Le Protecteur devait continuer  à servir tant que le projet Joint Support Ship (JSS), consistant à la construction de trois navires de soutien, ne soit mené à terme. Mais à la suite d'un incendie en février 2015, il fut retirer du service le 14 mai 2015. Il est remplacé à partir de 2018 par le MV Asterix.

## Contenance
Le Protecteur peut transporter le ravitaillement suivant :
- 14 590 tonnes de fioul
- 400 tonnes de fioul pour l'aviation
- 1 048 tonnes de fret
- 1 250 tonnes de munitions